# Augusto do Amaral Peixoto
Augusto do Amaral Peixoto Júnior (Río de Janeiro, 7 de diciembre de 1901 — Rio de Janeiro, 29 de julio de 1984) fue un político brasileño. Fue alcalde del entonces Distrito Federal, desde el  2 de octubre de 1934 al 7 de abril de 1935. Fue hermano del ex-gobernador fluminense Ernâni do Amaral Peixoto.
De formación militar, estudió en la Escuela Naval de Río de Janeiro y se graduó de guarda marina en 1922 y fue ascendido a teniente segundo en 1923. Participó de la revolución tenentista, de la Columna Relámpago y de la Revolución de 1930. En 1933 fue elegido diputado federal perdiendo su mandato durante el Estado Novo y en 1950 fue electo diputado federal suplente, asumiendo en 1953. En 1962, fue elegido diputado estadual del estado de Guanabara siendo reelecto en 1966. Entre 1969 y 1971 fue ministro del Tribunal de Cuentas del estado de Guanabara.
Fue representante de la Marina de Brasil en la Comisión Ejecutiva de Pesca en 1942. Fue gestor de la Compañía Brasileña de Aceros entre 1943 y 1945 y, en junio de ese mismo año, fue ascendido a capitán de fragata. Se mostró contrario a las dos dictaduras instauradas en el país: el Estado Novo en 1937 y el régimen militar de 1964, afiliandose al Movimento Democrático Brasileiro (MDB) en 1965.
Escribió el documento "Recuerdos revolucionarios y políticos". Estuvo casado con Maria Luísa Amaral Peixoto y tuvo un hijo con ella.